# Hibbertia rufa
Hibbertia rufa är en tvåhjärtbladig växtart som beskrevs av N. A. Wakefield. Hibbertia rufa ingår i släktet Hibbertia och familjen Dilleniaceae. Inga underarter finns listade i Catalogue of Life.